# Ӆ
Ӆ, ӆは、キリル文字のひとつ。イテリメン語とキルディン・サーミ語で使用される。

## 呼称
- 英語: El with tail（テール付きエル（Л））
- イテリメン語: 不明
- キルディン・サーミ語: 不明

## 音素

筆記体。Ӆ ӆはԮ ԯ（ディセンダ付きエル）と同形

どちらも無声歯茎側面摩擦音[ɬ]を表す。